# Parapoynx
Parapoynx är ett släkte av fjärilar som beskrevs av Jacob Hübner 1825. Enligt Catalogue of Life ingår Parapoynx i familjen Crambidae, men enligt Dyntaxa är tillhörigheten istället familjen mott.

## Bildgalleri

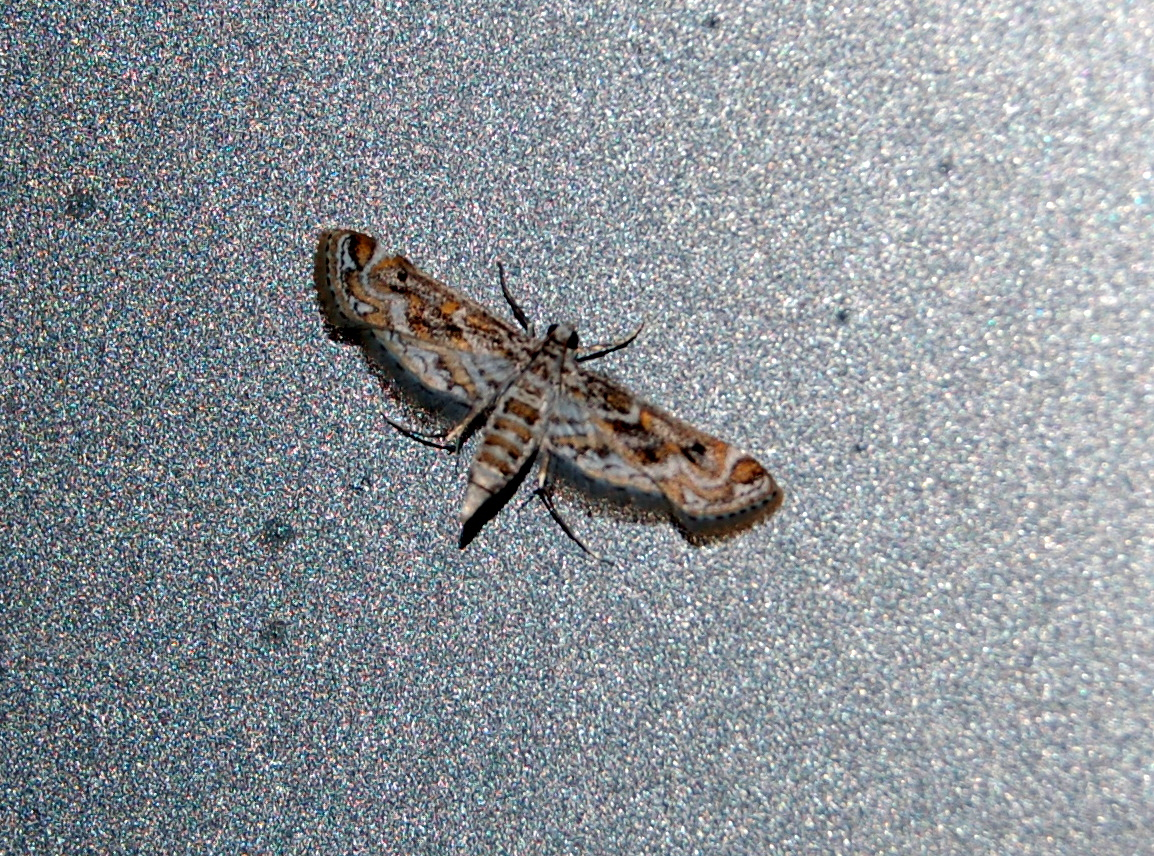
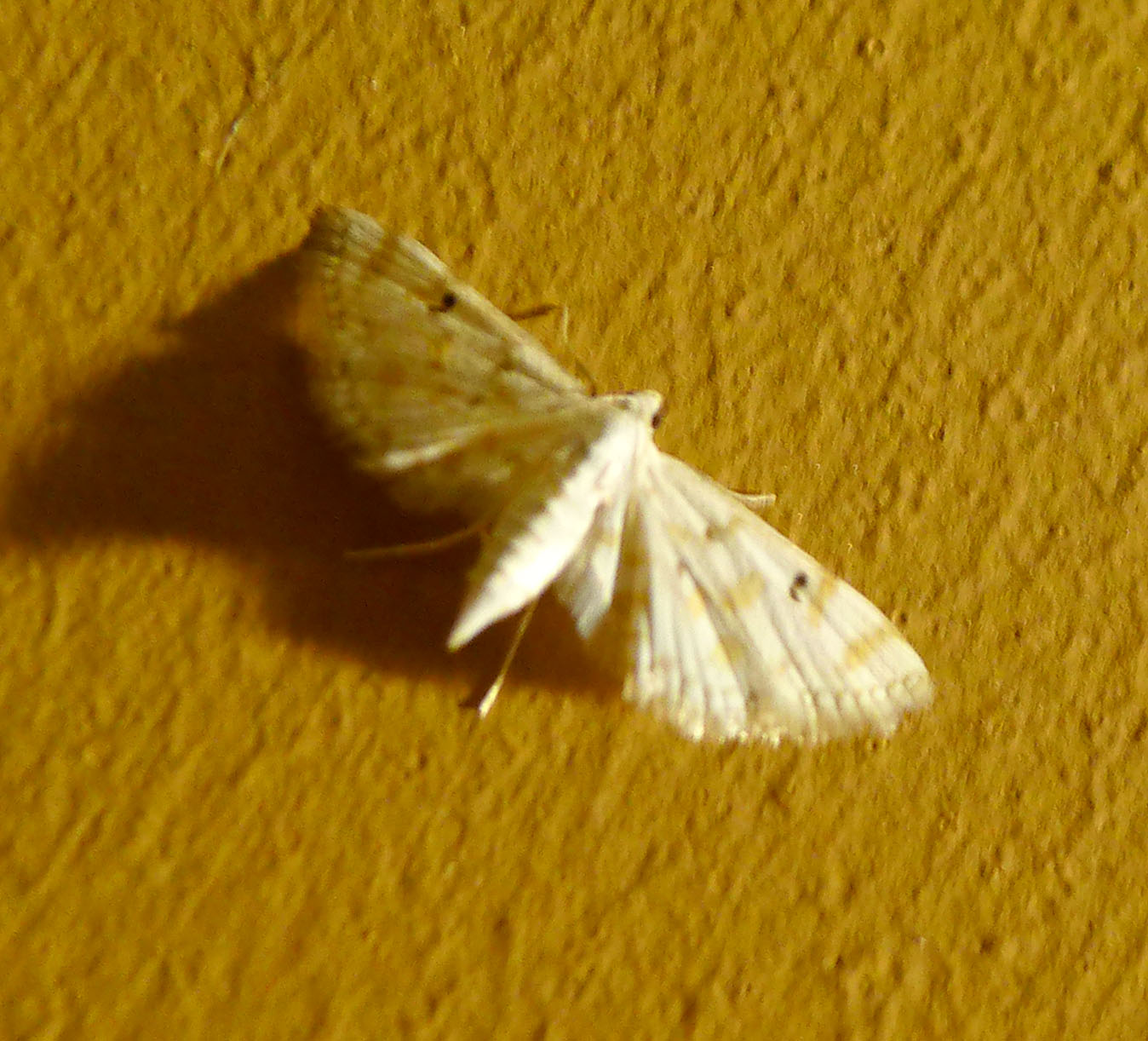
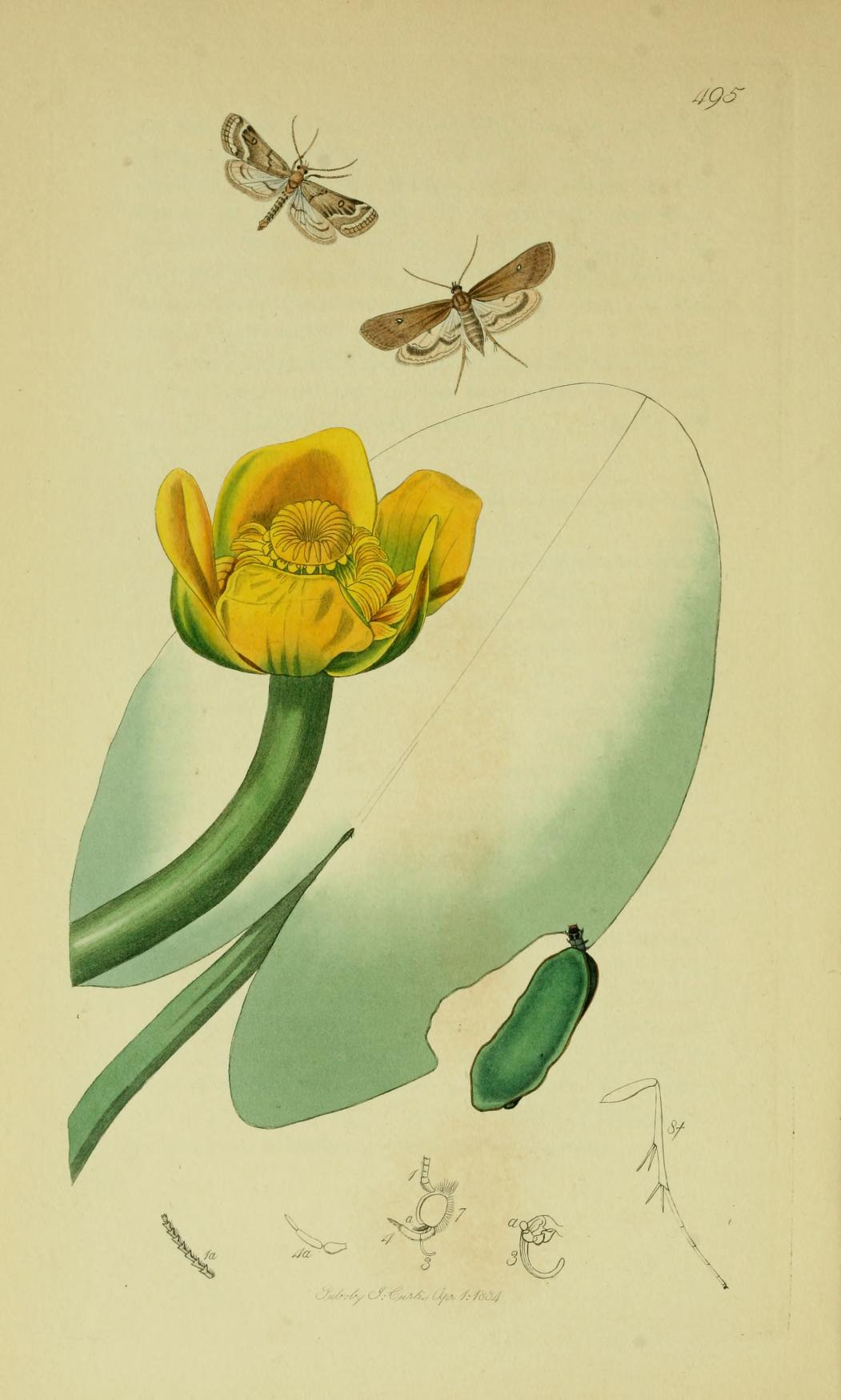
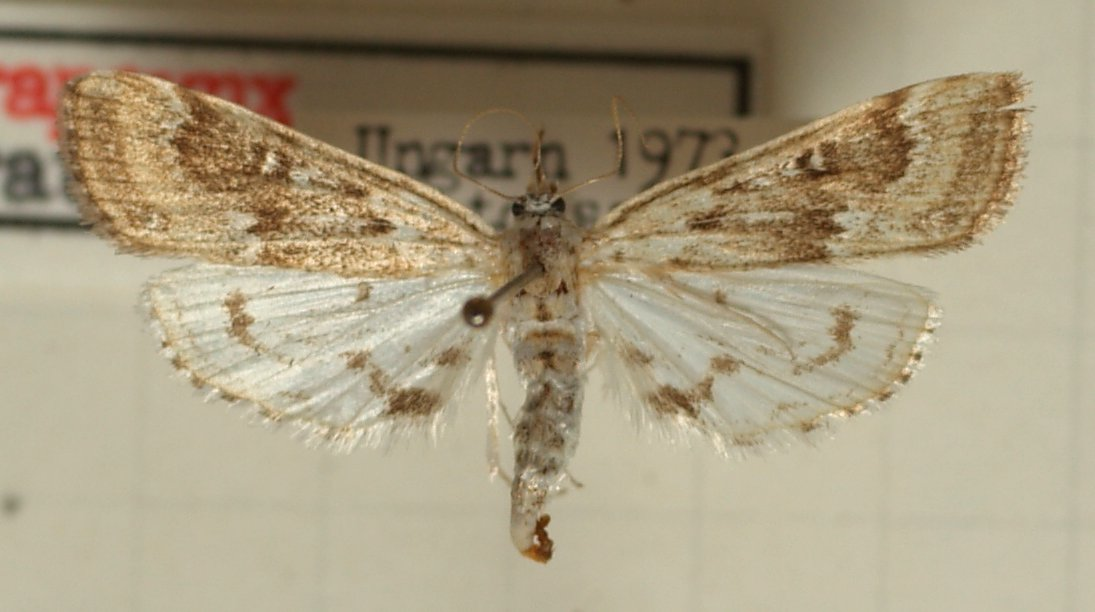
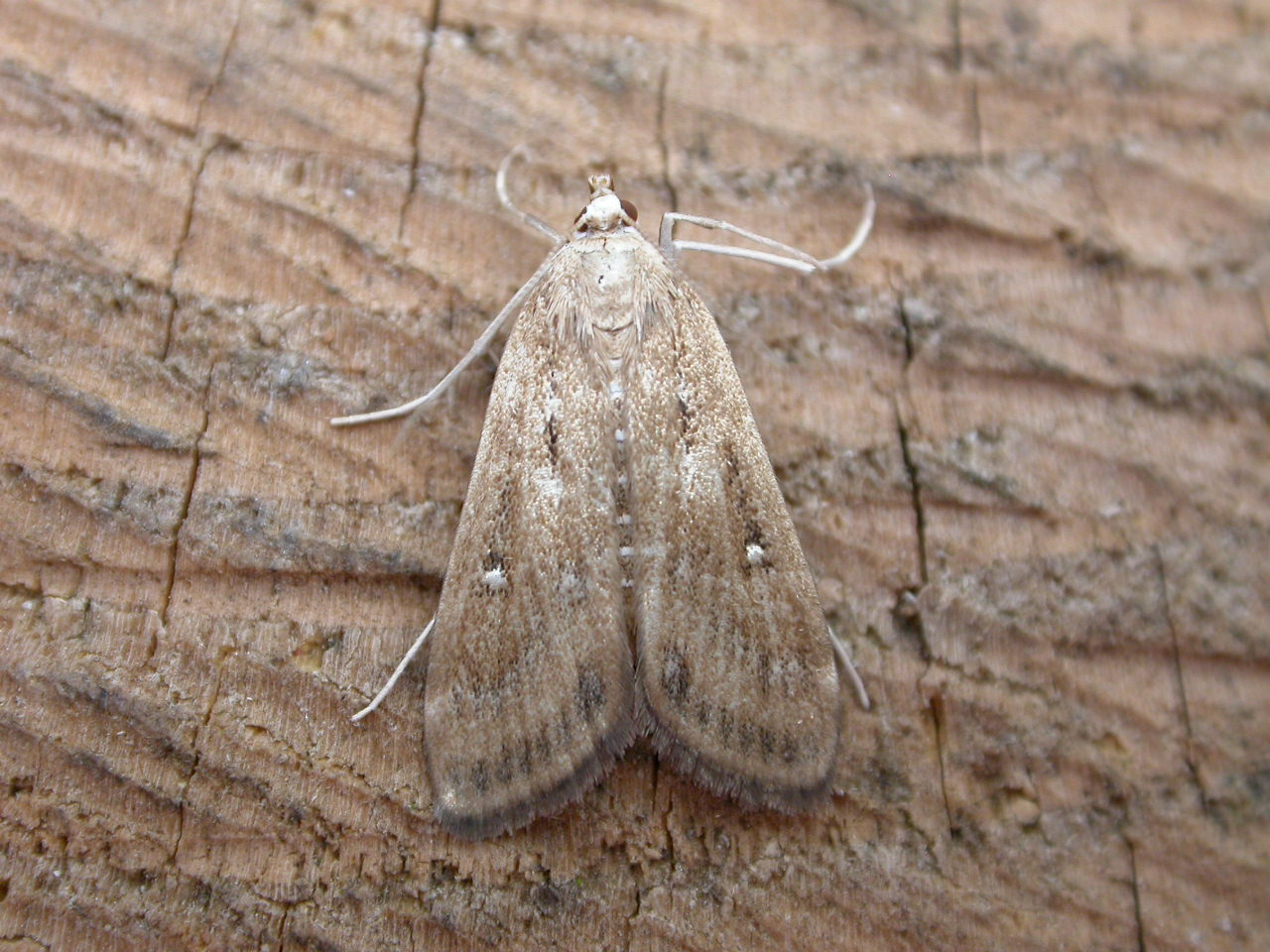
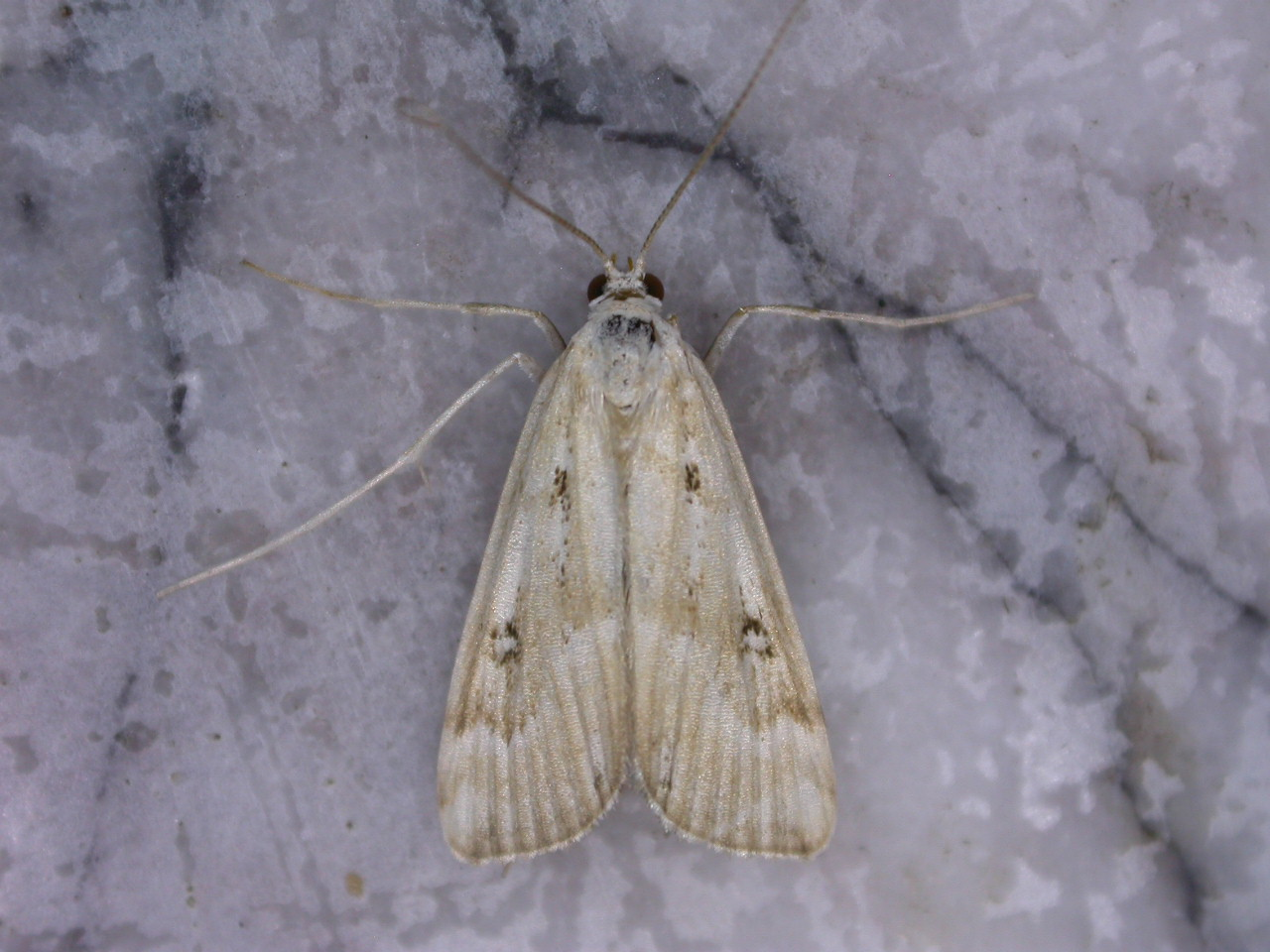

## Dottertaxa tillParapoynx, i alfabetisk ordning[1][2]
- Parapoynx albalis
- Parapoynx allionealis
- Parapoynx amanica
- Parapoynx andalusicum
- Parapoynx andreusialis
- Parapoynx aptalis
- Parapoynx badiusalis
- Parapoynx bilinealis
- Parapoynx chrysippusalis
- Parapoynx cretacealis
- Parapoynx crisonalis
- Parapoynx curta
- Parapoynx curviferalis
- Parapoynx decussalis
- Parapoynx depunctalis
- Parapoynx dianalis
- Parapoynx diminutalis
- Parapoynx dispar
- Parapoynx distinctalis
- Parapoynx fasciata
- Parapoynx fluctuosalis
- Parapoynx foeminalis
- Parapoynx fulguralis
- Parapoynx hebraicalis
- Parapoynx incurvalis
- Parapoynx insectalis
- Parapoynx itealis
- Parapoynx leucostola
- Parapoynx likiangalis
- Parapoynx linealis
- Parapoynx longialata
- Parapoynx maculalis
- Parapoynx maroccanum
- Parapoynx masculinalis
- Parapoynx myina
- Parapoynx nitidulata
- Parapoynx obitalis
- Parapoynx obscuralis
- Parapoynx oryzalis
- Parapoynx paludata
- Parapoynx plenilinealis
- Parapoynx rectilinealis
- Parapoynx regularis
- Parapoynx rugosalis
- Parapoynx sacadasalis
- Parapoynx seminealis
- Parapoynx seminivella
- Parapoynx stagnalis
- Parapoynx stagnata
- Parapoynx stratiotalis
- Parapoynx stratiotata
- Parapoynx takamukui
- Parapoynx tedyuscongalis
- Parapoynx unilinealis
- Parapoynx uxorialis
- Parapoynx vestigialis
- Parapoynx villidalis
- Parapoynx vittalis